# 勒伊岑·布劳威尔
勒伊岑·埃赫贝特斯·扬·布劳威尔（荷蘭語：Luitzen Egbertus Jan Brouwer，1881年2月27日—1966年12月2日），多写作L·E·J·布劳威尔（L. E. J. Brouwer），昵称贝尔特斯（Bertus），是一位荷兰数学家和哲学家。他是数学直觉主义流派的创始人，也在拓扑学、集合论、测度论和复分析领域有很多贡献。

## 生平
布劳威尔生于南荷兰省的Overschie（今鹿特丹郊区），16岁进入阿姆斯特丹大学学习物理学。1904年获得硕士学位。三年后他从Diederik Johannes Korteweg门下取得博士学位毕业。布劳威尔的早期兴趣主要在于拓扑学和数学基础上。他的工作包括以他名字命名的布劳威尔不动点定理，以及关于拓扑维数不变性的证明。
1912年布劳威尔获得阿姆斯特丹大学教授职位，并当选为荷兰皇家科学院院士。在此时期，他的研究兴趣主要在数学基础和哲学方面。布劳威尔不同意希尔伯特的形式化主义，对此，他提出的直觉主义可以看作是构造主义的一种变形，坚持数学对象必须可以构造，并不承认排中律。
布劳威尔的思想受到希尔伯特的强烈反对。由于希尔伯特的巨大影响力，20年代末，布劳威尔被排挤出德国《数学年刊》（Mathematische Annalen）的编委位置。这对他是个严重打击。
1951年布劳威尔从大学退休，并在世界各地讲学。1966年因车祸逝世。
2007年荷兰邮政发行了纪念布劳威尔的邮票。